# エイチ・エス損害保険
エイチ・エス損害保険株式会社（エイチ・エスそんがいほけん、英称:H.S. Insurance Co., Ltd.）は、東京都中央区に本社を置く日本の損害保険会社。エイチ・アイ・エスのグループ会社である。

## 沿革
- 2005年
  - 5月 - 澤田ホールディングスとエイチ・アイ・エスの出資によりエイチ・エス損害保険プランニング株式会社設立（資本金20,000,000円）
  - 12月 - 資本金を1,000,000,000円に増額
- 2007年
  - 9月 - エイチ・エス損害保険株式会社に社名変更。資本の額を1,612,000,000円に増額
  - 10月 - 損害保険業の免許を取得
  - 11月 - 海外旅行傷害保険の販売を開始
- 2009年8月 - 本社を東京都新宿区四谷三丁目12番に移転
- 2010年
  - 7月 - 国内旅行総合保険の販売を開始
  - 10月 - 国内航空傷害保険「ワンフライト保険」の販売を開始
- 2011年
  - 4月 - 家財総合保険「やさしいネッと」の販売を開始
  - 6月 - 旅行目的地通知型ネット専用海外旅行保険「スマートネツと」（現・たびとも）の販売を開始
- 2012年10月 - 本社を東京都新宿区市谷本村町3番29号に移転
- 2015年7月 - けがの保険「ライトネッと」の販売を開始
- 2018年2月 - 本社を東京都港区東新橋2丁目3番3号に移転
- 2021年2月 - 本社を東京都中央区晴海4丁目7番4号に移転